# 中華人民共和國特種部隊
中华人民共和国特种部队通常指中国人民解放军的特种部队。其中，陆军、海军、空军、火箭軍、武警共有17支旅级、7支团（支队）级特种部队，另有营级或营级以下编制的特战部队若干，规模位居世界第一。
广义上还包括同时具有军事和执法双重属性的中国人民武装警察部队特种作战单位；以及地方公安机关、监狱机关、香港特区警务处、澳门特区治安警察局的特种警察部队。

## 架构

### 中国人民武装警察部队
- 机动部队
  - 旅或团级整建制特战部队
    - 武警第一机动总队特战第一支队（猎鹰突击队）国家级反恐特种部队
    - 武警第一机动总队特战第二支队（海外警卫特战支队）
    - 武警第一机动总队特战第三支队
    - 武警第二机动总队特战第一支队（雪豹突击队）国家级反恐特种部队
    - 武警第二机动总队特战第二支队
- 内卫部队
  - 旅或团级整建制特战部队
    - 武警新疆维吾尔自治区总队山地反恐特战支队（山鹰突击队）国家级反恐特种部队

  - 营级或营以下编制的特战部队
    - 各省，直辖市和自治区武警总队机动支队特战大队
    - 各副省级市和地级市武警支队机动大队特战中队

### 准军事化特种警察部队
- 香港警务处
  - 特别任务连（Special Duties Unit，SDU）
  - 机场特警组（Airport Security Unit，ASU）
  - 反恐特勤队（Counter Terrorism Response Unit，CTRU）
  - 跟踪支援队（Operation Support Unit，绰号：Hit Team）
  - 铁路应变部队（Railway Response Team，RRT）
  - 海事緊急應變小組（Maritime Emergency Response Team，MERT）
  - 海事反恐怖活動小艇隊（Small Boat Unit，SBU）
- 香港懲教署
  - 懲教緊急應變隊（Correctional Emergency Response Team，CERT）
  - 區域应变队（Regional Response Team，RRT）
- 香港入境事務處
  - 緊急應變隊（Emergency Response Team，ERT）
- 澳门治安警察局
  - 特別行動組（Grupo de Operações Especiais，GOE）
- 澳門司法警察局
  - 特別應變隊（Grupo de Resposta Especial，GRE）
- 中国人民警察[2]
  - 北京市公安局特警总队（蓝剑突击队）国家级反恐突击队
  - 上海市公安局特警总队（防暴突击队）国家级反恐突击队
  - 重庆市公安局反恐总队（闪电突击队）国家级反恐突击队
  - 昆明市公安局特警支队（云豹突击队）国家级反恐突击队
  - 石家庄市公安局特警支队反恐突击大队（红箭突击队）国家级反恐突击队
  - 南京市公安局特警支队机动第一大队（龙虎突击队），2019年更名为“战狼突击队”国家级反恐突击队
  - 深圳市公安局特警支队第一大队（反恐攻坚队）国家级反恐突击队
  - 武汉市公安局特警支队（猛士突击队）国家级反恐突击队
  - 西安市公安局特警支队（特勤九大队）国家级反恐突击队
  - 哈尔滨市公安局特警第一突击队（黑豹突击队）国家级反恐突击队